# ゴースト・イン・ザ・シェル (映画)
『ゴースト・イン・ザ・シェル』（Ghost in the Shell）は、2017年のアメリカ合衆国のSF映画。士郎正宗の漫画『攻殻機動隊』を原作とし、ルパート・サンダースが監督を務め、ジェイミー・モスとウィリアム・ウィーラー、アーレン・クルーガーが脚本を手掛けている。主人公のミラ・キリアン少佐は、スカーレット・ヨハンソンが演じた。アメリカでは3月31日、日本では4月7日より公開された。

## ストーリー
近未来の世界。ネットに自身の脳から直接アクセスする電脳技術が発達した世界で、大多数の人々は身体の「一部」を義体化（=サイボーグ化）することを受け入れていた。政府の援助を受けるハンカ・ロボティックス社は、ある実験体の女性の「脳」だけをシェル(甲殻)に収め、非常にスペックの高い全身が機械の義体に組み込むことで、ゴースト(魂)を持った超人的な軍事工作員とする試みに初めて成功した。
一年後、サイバー犯罪・テロ専門のエリート捜査組織「公安9課」に、ミラ・キリアン少佐として配属されている実験体の女性。彼女の記憶は曖昧で、難民として両親と死別し、瀕死の状態で義体化されたらしいとしか覚えていなかった。
サイバー犯罪の徴候を検知する公安9課。高級ホテルの宴会場で海外の要人を接待中のハンカ社員が襲撃された。速やかに現場を鎮圧する少佐と9課のメンバー。だが、クゼと名乗る一味の首領は、ハンカ重役の記憶をハッキングし終えていた。クゼと思われる犯行で、次々と殺されるハンカ社の科学者たち。少佐は手がかりを得る為に、クゼに利用された宴会場のコンパニオン(芸者ロボット)の記録媒体と自身の電脳を繋げ、ウイルスなどの罠を覚悟でダイブ(アクセス)した。
芸者ロボットの記憶によって、クゼのアジトであるヤクザの溜まり場に乗り込む少佐と相棒のバトー。だが、２人は仕掛けられた爆弾によって重症を負った。少佐の改造の責任者として、2人を治療するオウレイ博士。博士は義体の被害よりも、ダイブによる少佐の精神面への影響と、悪化した「バグ」を案じていた。少佐はその場に実在しない「燃える建物」など、たびたび幻を見てしまうのだ。博士はそれを電脳のバグだと捉えていた。
クゼの狙いは、「2571」というハンカ社の極秘プロジェクトであることが判明した。プロジェクトの関係者として次の暗殺対象がオウレイ博士だと知った少佐は、爆発の負傷で義眼レンズを装着したバトーと共に、博士の救出に向った。博士を襲った実行犯の電脳にアクセスして来るクゼ。それを逆探知し、クゼの本拠地に向かう少佐と9課メンバー。だが、少佐はクゼに捕われてしまった。
少佐の前に、崩れかけた醜い義体で現れるクゼ。彼は、少佐の改造以前に義体化された失敗作だった。クゼが自分と同じ「燃える建物」の記憶に悩まされている事を知る少佐。クゼは、なぜか少佐を無傷で開放し姿を消した。バトーたちとは合流せずに、オウレイ博士の元に向かう少佐。博士はクゼの言葉を認め、少佐が難民だったという記憶も作られた偽物だと告白した。
ハンカ社の社長カッターに捕われる少佐。カッターは唯一の成功作である少佐の義体を取り戻す為に、少佐のゴーストを完全に破壊するようオウレイ博士に命令した。命を掛けて少佐をハンカ社から逃がすオウレイ博士。
博士から得たヒントで本当の母親を探し出す少佐。少佐は草薙素子という生身の女性だったのだ。義体化や電脳に反対するレジスタンスだった素子は警察に追われて自殺したと話す母親。だが実際はハンカ社に違法に拉致され、「2571プロジェクト」の実験台にされたのだ。
カッターの犯罪行為を9課に報告する少佐。それを盗聴したカッターは、9課全員の抹殺を指令した。バトーたちが刺客と戦う間に、バグで見た焼けた建物に向かう少佐。そこへ現れるクゼ。彼は素子と共にこの建物で拉致された恋人だったのだ。
人間を超えた存在になろうと少佐を誘うクゼ。人間に復讐するために、クゼは身体を捨て、ネットワークの中でゴーストだけの存在になろうとしていた。その時、ハンカ社の巨大な戦闘機械が少佐たちに襲いかかった。負傷しながらも、この世界で生き続けるとクゼに告げる少佐。クゼの頭部は戦闘機械の銃弾で破壊された。駆けつけたバトーたちに救われる少佐。カッターも死に、少佐は本名で生きる「人間性」を手に入れた。

## キャスト
少佐役のヨハンソンは、オファーを受けるまで映画『GHOST IN THE SHELL / 攻殻機動隊』のことを知らず、実際に観てかなり恐ろしいと感じたが、同時にすごく魅力も感じたという。また、荒巻大輔役の北野には敬意をもって接し、彼の撮影時には日本語カンペを持ってあげていたという。
また、主要人物の日本語吹き替え版キャストには、『GHOST IN THE SHELL / 攻殻機動隊』やテレビアニメ『攻殻機動隊 STAND ALONE COMPLEX』（S.A.C.）シリーズと同じ声優が起用されている。
| 役名                          | 俳優                       | 日本語吹替                                                |
| ----------------------------- | -------------------------- | --------------------------------------------------------- |
| ミラ・キリアン少佐 / 草薙素子 | スカーレット・ヨハンソン   | 田中敦子                                                  |
| バトー軍曹                    | ピルー・アスベック         | 大塚明夫                                                  |
| トグサ中尉                    | チン・ハン                 | 山寺宏一                                                  |
| 荒巻大輔大佐                  | ビートたけし               | ビートたけし                                              |
| クゼ                          | マイケル・カルメン・ピット | 小山力也                                                  |
| イシカワ                      | ラザルス・ラトゥーエル     | 仲野裕                                                    |
| サイトー                      | 泉原豊                     |                                                           |
| ボーマ                        | タワンダ・マニーモ         |                                                           |
| ラドリヤ                      | ダヌーシャ・サマル         | 山賀晴代                                                  |
| オウレイ博士                  | ジュリエット・ビノシュ     | 山像かおり                                                |
| カッター                      | ピーター・フェルディナンド | てらそままさき                                            |
| ハイリ（素子の母親）          | 桃井かおり                 | 大西多摩恵                                                |
| リー                          | ダニエル・ヘンシャル       | 坂詰貴之                                                  |
| ダーリン博士                  | アナマリア・マリンカ       | 加納千秋                                                  |
| オズモンド博士                | マイケル・ウィンコット     | 広田みのる                                                |
| 大統領                        | クリス・オビ               | 乃村健次                                                  |
| トニー                        | ピート・テオ               | 蜂須賀智隆                                                |
| ダイヤモンド                  | カイ・ファン・リエック     | 加藤ルイ                                                  |
| リア                          | アジョワ・アボアー         | 柳瀬英理子                                                |
| モトコ（草薙素子）            | 山本花織                   | 内野恵理子                                                |
| クゼ・ヒデオ                  | アンドリュー・モリス       | 今村一誌洋                                                |
| 芸者ロボット                  | 福島リラ                   | 福島リラ                                                  |
| その他                        | N/A                        | 井木順二 竹内夕己美 中尾智 兼田奈緒子 中林俊史 保澄しのぶ |
|                               | N/A                        |                                                           |
| 演出                          | N/A                        | 清水洋史                                                  |
| 翻訳                          | N/A                        | 山門珠美                                                  |
| 翻訳監修                      | N/A                        | 三谷匠衡                                                  |
| 録音・調整                    | N/A                        | 今泉武                                                    |
| 制作進行                      | N/A                        | 飯塚義豪 田村幸生 大矢隆太                                |
| 日本語版制作                  | N/A                        | 東北新社                                                  |
| プロデューサー                | N/A                        | 高田和人 山田滋天 三樹祐太                                |

## 製作
2008年にドリームワークスとスティーヴン・スピルバーグが映画化権を取得。脚本はジェイミー・モスが担当するとされたが、2009年にレータ・カログリディスに変更された。その後、しばらく続報は無かったが、2014年になってウィリアム・ウィーラーが脚本、ルパート・サンダースが監督を務めると発表された。2015年にはジョナサン・ハーマンが新たに脚本を引き継いだ。最終的にはモスとハーマンが脚本にクレジットされた。
アメリカでは当初、ウォルト・ディズニー・スタジオ・モーション・ピクチャーズが2017年4月14日に配給を予定していた。しかし、ドリームワークスとディズニーの提携終了に伴い、公開日を3月31日に改めたうえでパラマウント映画に配給が変更された。
2016年11月13日には、日本での劇場公開開始日が2017年4月に決定したことや最新版トレーラー映像が公開され、東京都内で開催されたエクスクルーシブイベントにヨハンソン、荒巻大輔役の北野武、監督のサンダースが登壇した。

## 撮影
アニメ映画『攻殻機動隊』で舞台のモチーフになった香港の他、ニュージーランドと上海などでロケーション撮影を行い、香港の撮影現場にはアニメ映画の監督押井守やテレビアニメシリーズの神山健治監督も訪れた。

## 論争
映画制作中、西洋世界のソーシャルメディア上で、アジア人キャラクターの草薙素子役に白人女性のスカーレット・ヨハンソンをキャスティングしていることに対し、激しい議論が起こり、人種的不適当、非白人の役を白人が演じるホワイトウォッシングであるという批判が起こった。
在米日本人・日系アメリカ人など、ハリウッド事情を知る立場からも、多くがホワイトウォッシングが人種差別的だと批判的であったが、日本では、多くの人がハリウッド映画では白人が主役を演じるだろうと考えており、西洋での激しい議論は驚きをもって迎えられた。
押井守はインタビューで、ヨハンソンの起用は「考えられる最良のキャスティング」であり、そもそも少佐の体も「草薙素子」という名前も生まれつきのものではなく、たとえ少佐がもともと日本人であったとしても、アジア人の女性が演じなければいけないという主張に根拠はない。違う人種の役を演じるのは映画界の慣習であると答えた。
Production I.Gの社長石川光久も「実写版の攻殻が日本発でなくて良かった」「日本で作っていたら少佐役はスカーレット・ヨハンソンにはならなかった」としている。また、以前には
素子って、実体は脳みそのレベルで実在するんだよ。「ネットと融合した」とかさ「身体を失くした」とかさ「身体のない女」とかみんな平気で言ってるけどさ—
攻殻機動隊は草薙素子が肉体から解き放たれた話ではなく、(略) オリジナルの脳に対する依存度は持続している—
と言っており、士郎正宗は
当物語世界では、自分の若かった頃の姿に似せた義体を好む実年層や、年齢相応の自然な義体を好むのが一般的であるとしておく。
とも語っている。

## 受賞
- 第12回ハリウッド・プロフェッショナル・アソシエーション（HPA）アワード 最優秀カラーグレーディング賞（長編映画）

## 公開
- アメリカの公開は封切り後2か月足らずで終了。Box Office Mojoによれば国内興収は4千万ドルとされ、5月末までの国外興収は1億3千万ドルというデータがある。また攻殻機動隊映画シリーズ最大の興行収入作品ともなった。
- 日本では、2017年4月7日に劇場公開、4月8日-9日の土日2日間の映画動員ランキングは、動員17万1000人、興収2億7300万円をあげ、初登場3位でスタートした[33]。

## Blu-ray・DVD
- 【Blu-ray】 『ゴースト・イン・ザ・シェル』 ＆ 『GHOST IN THE SHELL　攻殻機動隊』　ブルーレイツインパック＋ボーナスブルーレイセット ＜数量限定生産＞[34]、発売日：2017年8月23日
- 【Blu-ray】 ゴースト・イン・ザ・シェル　３Ｄブルーレイ＋ブルーレイセット[34]、発売日：2017年8月23日
- 【Blu-ray】 ゴースト・イン・ザ・シェル　4K ULTRA HD＋Blu-rayセット[34]、発売日：2017年8月23日
- 【Blu-ray】 ゴースト・イン・ザ・シェル　ブルーレイ＋DVD＋ボーナスブルーレイセット ＜初回限定生産＞[34]、発売日：2017年8月23日

※販売DVDランキング（8月21日～8月27日）は、『ゴースト・イン・ザ・シェル』が首位。